# Joseph Fleuriau d’Armenonville
Joseph Fleuriau d’Armenonville (ur. 22 stycznia 1661, zm. 27 listopada 1728) – francuski polityk.
Jego przyrodni brat Claude Le Peletier de Morfontaine, wówczas Generalny kontroler finansów umożliwił mu wejście do służby państwowej. Do 1689 działał ministerstwie finansów, po czym przeniósł się do Metz, by pracować w tamtejszym parlamencie. W roku 1701 powrócił do spraw zagranicznych. Od 1716 był nominalnym MSZ, lecz de facto o polityce zagranicznej decydował wówczas Guillaume Dubois. W latach 1718–1722 był ministrem floty.